# Ferenc Horváth (feldmaršal)
Ferenc Horváth, madžarski feldmaršal, * 1898, † 1971.